# Atremaea
Atremaea é um gênero de traça pertencente à família Agonoxenidae.